# Cuxac-d'Aude
Cuxac-d'Aude é uma comuna francesa na região administrativa de Occitânia, no departamento de Aude. Estende-se por uma área de 21,54 km². Em 2010 a comuna tinha 4 097 habitantes (densidade: 190,2 hab./km²).